# 星辰控股
星辰控股（Yıldız Holding）是土耳其一家食品製造企業集團。此外該公司還有房地產業務。該公司旗下有230多個品牌，在全球130多個國家經營業務。

## 外部連結
- 官方網站 （页面存档备份，存于）